# Denholm Elliott
Denholm Mitchell Elliott (Londres, 31 de mayo de 1922-, Santa Eulalia del Río, de octubre de 1992) fue un actor británico. Conocido por sus apariciones en teatro, cine y televisión. Ganador de 4 premios BAFTA (1981, 1984, 1985 y 1986). Nominado a un Óscar en 1986 y galardonado con la Orden del Imperio Británico por su carrera como actor en 1988.

## Biografía y carrera profesional
Nació en Londres, hijo de Myles Layman Elliott y Nina Elliott. Fue educado en Malvern College, una escuela privada en Worcestershire, Inglaterra. Acudió a las clases de la Royal Academy of Dramatic Art por prescripción facultativa, aconsejado por el psiquiatra de la familia, pero de la que fue expulsado. Sirvió en la Real Fuerza Aérea Británica (RAF) durante la Segunda Guerra Mundial. En 1942, su avión fue abatido sobre Alemania y pasó el resto de la guerra en un campo de prisioneros, Stalag 8B en Silesia. Tras la guerra, hizo su debut cinematográfico en Dear Mr. Prohack (1949). Continuó actuando en multitud de papeles diferentes, a menudo en papeles de personas incapaces o pusilánimes, como el periodista Bayliss en Defence of the Realm, el abortista en Alfie y el inútil director de cine en The Apprenticeship of Duddy Kravitz.[cita requerida]
Su carrera despegó especialmente cuando Laurence Olivier lo eligió para el papel protagónista en Venus Observed, por la que ganó un Clarence.
En la década de 1980, ganó tres premios BAFTA como mejor actor de reparto en Trading Places, A Private Function y Defence of the Realm, además de una nominación al Óscar por A Room with a View. Asimismo, fue conocido por el gran público por su interpretación del doctor Marcus Brody en la primera película de Indiana Jones, Raiders of the Lost Ark, e Indiana Jones y la última cruzada. 
Elliott se casó dos veces, la primera con la actriz británica Virginia McKenna, y la segunda con Susan Robinson, con quien tuvo dos hijos.
Murió de tuberculosis en 1992 en su casa de Santa Eulalia del Río, Ibiza fruto del sida, tras un contagio en 1987 por vía sexual, a la edad de 70 años. Su viuda, Susan, creó Denholm Elliott Project, una asociación de gente con sida, en su memoria.

## Filmografía seleccionada
- The Sound Barrier (1952)
- The Cruel Sea (1953)
- Alfie (1966)
- Too Late the Hero (1970)
- A Doll's House (1973)
- The Apprenticeship of Duddy Kravitz (1974)
- Robin y Marian (1976)
- To the Devil a Daughter (1976)
- A Bridge Too Far (1977)
- Watership Down (1978) (voz)
- Los niños del Brasil (1978)
- Amanecer zulú (1979)
- Contratiempo (1980)
- Raiders of the Lost Ark (1981)
- Brimstone and Treacle (1982)
- Trading Places (1983)
- A Room with a View (1985)
- Bleak House (1985)
- Maurice (1987)
- September (1987)
- The Coffin, episodio de la serie televisiva The Ray Bradbury Theater (1988)
- The Bourne Identity (1988)
- Indiana Jones y la última cruzada (1989)
- Toy Soldiers (1991)
- A Murder of Quality (1991)
- Noises Off! (1992)

## Premios y distinciones
Premios Óscar
| Año  | Categoría                       | Película           | Resultado |
| ---- | ------------------------------- | ------------------ | --------- |
| 1987 | Óscar al mejor actor de reparto | A Room with a View | Nominado  |

Galardonado como comandante de la Orden del Imperio Británico de 1988.[cita requerida]